# Indetectável = Intransmissível
Indetectável = Intransmissível, I=I é a campanha global que torna visível que uma pessoa com VIH em tratamento, mantendo a carga viral indetectável por mais de seis meses, não transmite o vírus a outras pessoas por via sexual.

## Origem
A campanha I=I impulsada pela Prevention Access Campaign foi lançada a començos de 2016 a partir de uma declaração de consenso científico, que foi o origem do movimento que está a mudar a definição do que significa viver com VIH. O movimento compartilha a mensagem de desmantelar o estigma do VIH, melhorar a qualidade de vida das pessoas que vivem do VIH com a finalidade de pôr fim à epidemia.

## Evidência científica
Em 2019 publicaram-se os resultados de PARTNER-2. Neste estudo analisaram-se casais serodiscordantes de homens que têm sexo com homens nas quais a pessoa vivendo de VIH tenha sido de carga viral indetetável durante 6 meses. Neste estudo documentaram-se 76991 relações sexuais sem uso de preservativo e nenhuma transmissão relacionada. Este estudo então é o que permite afirmar que o risco de transmissão do VIH por via sexual é 0 quando a pessoa com VIH tem a carga viral indetetável durante 6 meses.